# Métro de Rochester

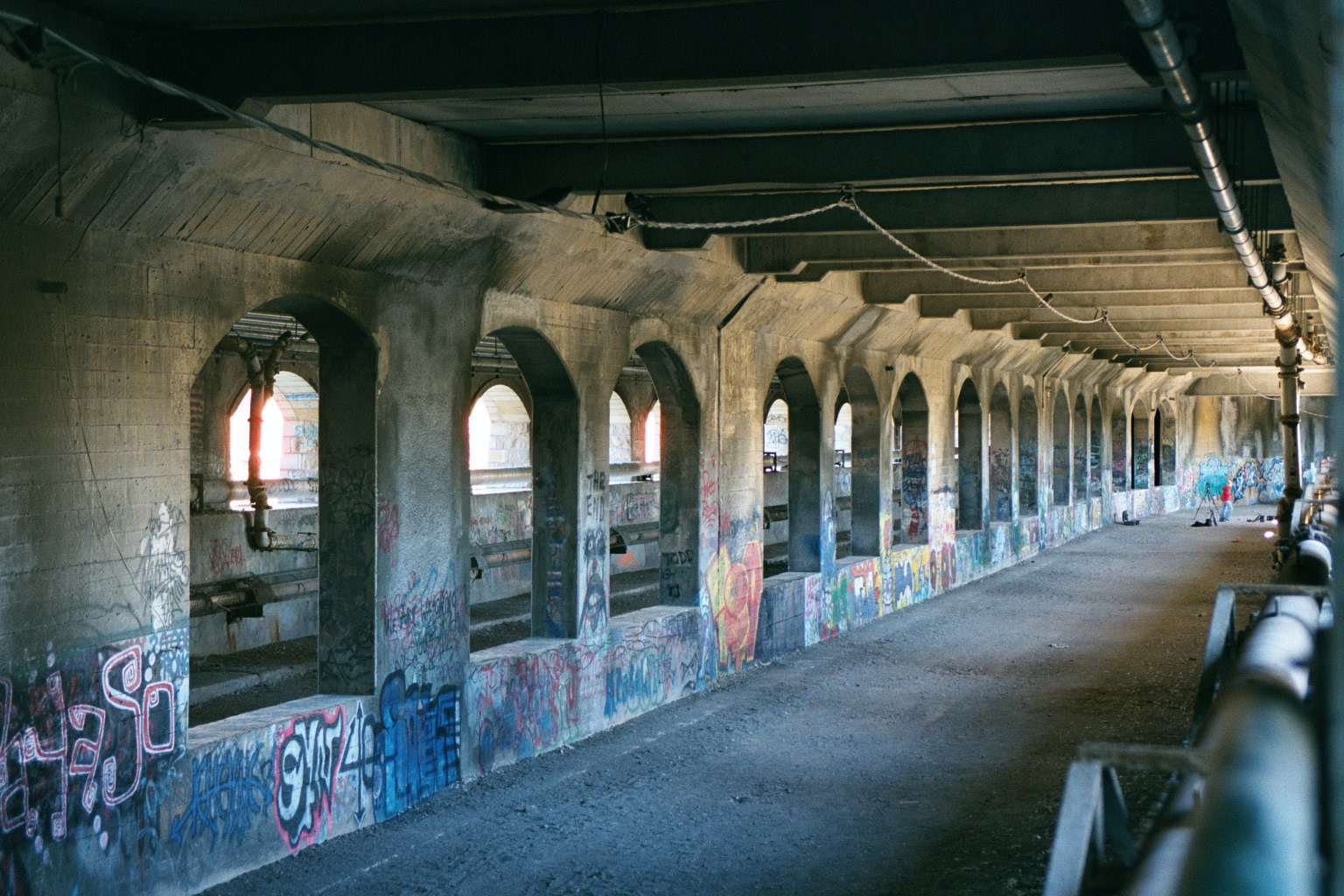
Aqueduc du Canal Érié au dessus de la Genesee, utilisé par le métro de Rochester (2001).

Le métro de Rochester est un ancien réseau métropolitain souterrain, dans la ville américaine de Rochester, dans l'État de New York, qui a fonctionné de 1927 à 1956.
Son réseau de tunnels est aujourd'hui entièrement abandonné.

## Histoire

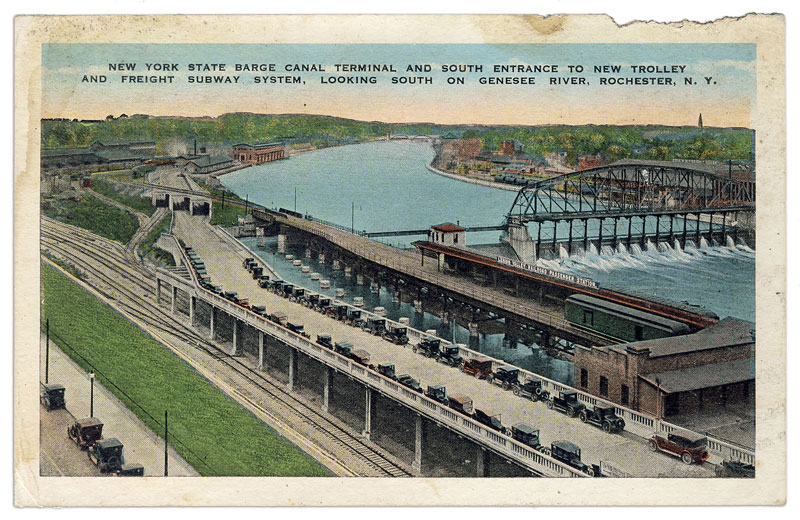
Carte postale de 1928 présentant la station Court Street avec la rivière Genesee en arrière-plan.